# 聖路易斯 (羅賴馬州)
1°0′18″N 60°9′32″W / 1.00500°N 60.15889°W

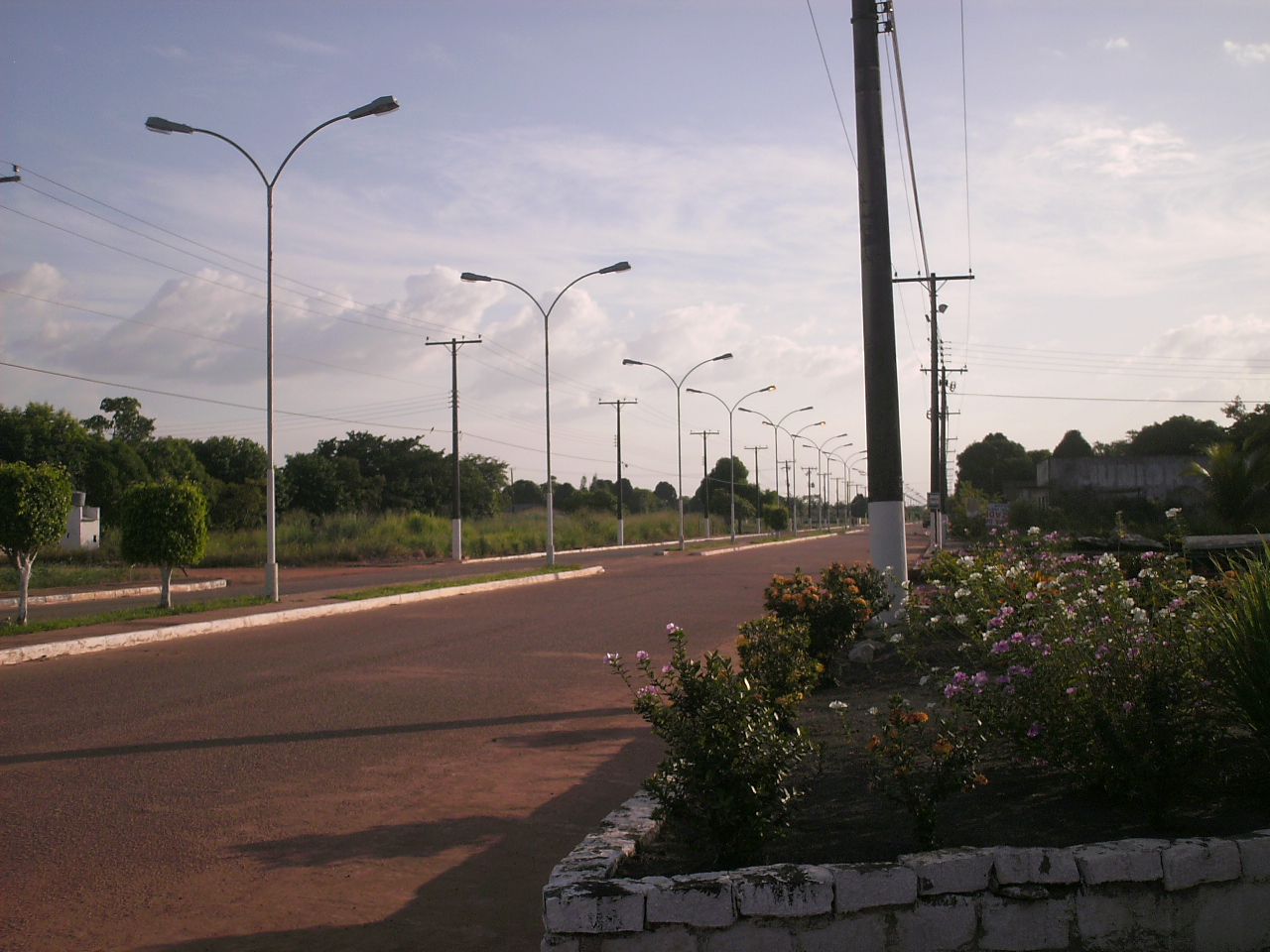
聖路易斯

聖路易斯（葡萄牙語：São Luiz），是巴西的城鎮，位於該國北部，由羅賴馬州負責管轄，面積1,527平方公里，主要經濟活動是農業，2014年人口7,309，人口密度每平方公里4.79人。